# تلول پایک
تلول پایک (به انگلیسی: Thelwell Pike) بازیکن فوتبال زادهٔ ۱۷ نوامبر ۱۸۶۶ اهل انگلستان بود که سابقهٔ بازی در تیم ملی فوتبال انگلستان را در کارنامهٔ خود دارد. وی در تاریخ ۱۳ مارس ۱۸۸۶ تنها بازی ملی خود را در مقابل تیم ملی فوتبال ایرلند انجام داد.